# Országhívószámok listája

országhívószámok

A Föld telefonos országhívószámai:

## 1-es zóna –Észak-amerikaiterületek
(nanpa.com) 

Zárójelben az 1-es országhívószámon belüli körzetszámok láthatóak. 
- Amerikai Egyesült Államok
  - Ide tartoznak a USA csendes-óceáni területei is
    -  Amerikai Virgin-szigetek (340)
    -  Északi-Mariana-szigetek (670)
    -  Guam (671)
    -  Amerikai Szamoa (684)
    -  Puerto Rico (787) és (939)
- Kanada
- Több karib-tengeri sziget:
  -  Anguilla (264)
  -  Antigua és Barbuda (268)
  -  Bahama-szigetek (242)
  -  Barbados (246)
  -  Bermuda (441)
  -  Brit Virgin-szigetek (284)
  -  Kajmán-szigetek (345)
  -  Dominikai Közösség (767)
  -  Dominikai Köztársaság (809)/(829)
  -  Grenada (473)
  -  Jamaica (876)
  -  Montserrat (664)
  -  Puerto Rico (787)/(939)
  -  Saint Kitts és Nevis (869)
  -  Saint Lucia (758)
  -  Saint Vincent és a Grenadine-szigetek (784)
  -  Trinidad és Tobago (868)
  -  Turks- és Caicos-szigetek (649)
  -  Amerikai Virgin-szigetek (340)

## 2-es zóna –Afrika
- 20 –  Egyiptom
- 210 – nincs kiosztva
- 211 –  Dél-Szudán
- 212 –  Marokkó (és Nyugat Szahara)
- 213 –  Algéria
- 214 – nincs kiosztva
- 215 – nincs kiosztva
- 216 –  Tunézia
- 217 – nincs kiosztva
- 218 –  Líbia
- 219 – nincs kiosztva
- 220 –  Gambia
- 221 –  Szenegál
- 222 –  Mauritánia
- 223 –  Mali
- 224 –  Guinea
- 225 –  Elefántcsontpart
- 226 –  Burkina Faso
- 227 –  Niger
- 228 –  Togo
- 229 –  Benin
- 230 –  Mauritius
- 231 –  Libéria
- 232 –  Sierra Leone
- 233 –  Ghána
- 234 –  Nigéria
- 235 –  Csád
- 236 –  Közép-Afrika
- 237 –  Kamerun
- 238 –  Zöld-foki Köztársaság
- 239 –  São Tomé és Príncipe
- 240 –  Egyenlítői-Guinea
- 241 –  Gabon
- 242 –  Kongói Köztársaság
- 243 –  Kongói Demokratikus Köztársaság
- 244 –  Angola
- 245 –  Bissau-Guinea
- 246 –  Diego Garcia (Brit Indiai-óceáni Terület)
- 247 –  Ascension
- 248 –  Seychelle-szigetek
- 249 –  Szudán
- 250 –  Ruanda
- 251 –  Etiópia
- 252 –  Szomália
- 253 –  Dzsibuti
- 254 –  Kenya
- 255 –  Tanzánia
- 256 –  Uganda
- 257 –  Burundi
- 258 –  Mozambik
- 259 – nincs kiosztva
- 260 –  Zambia
- 261 –  Madagaszkár
- 262 –  Réunion
- 263 –  Zimbabwe
- 264 –  Namíbia
- 265 –  Malawi
- 266 –  Lesotho
- 267 –  Botswana
- 268 –  Szváziföld
- 269 –  Comore-szigetek és
- 27 –  Dél-afrikai Köztársaság
- 28x – nincs kiosztva
- 290 –  Szent Ilona
- 291 –  Eritrea
- 292 – nincs kiosztva
- 293 – nincs kiosztva
- 294 – nincs kiosztva
- 295 – már nincs kiosztva (korábban  San Marino)
- 296 – nincs kiosztva
- 297 –  Aruba
- 298 –  Feröer
- 299 –  Grönland

## 3-as zóna –Európa
- 3 – nincs kiosztva (egy 1996-os javaslat az Európai Unió hívókódjának ajánlotta)[forrás?]
- 30 –  Görögország
- 31 –  Hollandia
- 32 –  Belgium
- 33 –  Franciaország
- 34 –  Spanyolország
- 350 –  Gibraltár
- 351 –  Portugália
- 352 –  Luxemburg
- 353 –  Írország
- 354 –  Izland
- 355 –  Albánia
- 356 –  Málta
- 357 –  Ciprus
- 358 –  Finnország
- 359 –  Bulgária
- 36 –  Magyarország
- 37 – már nincs kiosztva (korábban:  NDK)[1]
- 370 –  Litvánia
- 371 –  Lettország
- 372 –  Észtország
- 373 –  Moldova
- 374 –  Örményország
- 375 –  Fehéroroszország
- 376 –  Andorra
- 377 –  Monaco
- 378 –  San Marino
- 379 –  Vatikán részére fenntartva, de  Olaszország 39-es előhívószámát használják
- 38 – már nincs kiosztva (korábban:  Jugoszlávia)
- 380 –  Ukrajna
- 381 –  Szerbia
- 382 –  Montenegró
- 383 –  Koszovó
- 384 – nincs kiosztva
- 385 –  Horvátország
- 386 –  Szlovénia
- 387 –  Bosznia-Hercegovina
- 388 – European Telephony Numbering Space – összeurópai szolgáltatások számára, megszűnt, 2011-től „osztott kód”
- 389 –  Észak-Macedónia
- 39 –  Olaszország,  Vatikán

## 4-es zóna – Európa
- 40 –  Románia
- 41 –  Svájc
- 42 – már nincs kiosztva (korábban:  Csehszlovákia)
- 420 –  Csehország
- 421 –  Szlovákia
- 422 – nincs kiosztva
- 423 –  Liechtenstein
- 424 – nincs kiosztva
- 425 – nincs kiosztva
- 426 – nincs kiosztva
- 427 – nincs kiosztva
- 428 – nincs kiosztva
- 429 – nincs kiosztva
- 43 –  Ausztria
- 44 –  Egyesült Királyság
- 45 –  Dánia
- 46 –  Svédország
- 47 –  Norvégia
- 48 –  Lengyelország
- 49 –  Németország

## 5-ös zóna –Közép-AmerikaésDél-Amerika,Karib-térség
- 500 –  Falkland-szigetek
- 501 –  Belize
- 502 –  Guatemala
- 503 –  Salvador
- 504 –  Honduras
- 505 –  Nicaragua
- 506 –  Costa Rica
- 507 –  Panama
- 508 –  Saint-Pierre és Miquelon
- 509 –  Haiti
- 51 –  Peru
- 52 –  Mexikó
- 53 –  Kuba
- 54 –  Argentína
- 55 –  Brazília
- 56 –  Chile
- 57 –  Kolumbia
- 58 –  Venezuela
- 590 –  Guadeloupe
- 591 –  Bolívia
- 592 –  Guyana
- 593 –  Ecuador
- 594 –  Francia Guyana
- 595 –  Paraguay
- 596 –  Martinique
- 597 –  Suriname
- 598 –  Uruguay
- 599 –  Holland Antillák[2]

## 6-os zóna –Óceániaiterületek
- 60 –  Malajzia
- 61 –  Ausztrália,  Karácsony-sziget,  Kókusz (Keeling)-szigetek
- 62 –  Indonézia
- 63 –  Fülöp-szigetek
- 64 –  Új-Zéland
- 65 –  Szingapúr
- 66 –  Thaiföld
- 670 –  Kelet-Timor (korábban: Északi-Mariana-szigetek)
- 671 – nincs kiosztva (korábban: Guam)
- 672 –  Antarktika,  Norfolk-sziget, további ausztrál külterületek
- 673 –  Brunei
- 674 –  Nauru
- 675 –  Pápua Új-Guinea
- 676 –  Tonga
- 677 –  Salamon-szigetek
- 678 –  Vanuatu
- 679 –  Fidzsi-szigetek
- 680 –  Palau
- 681 –  Wallis és Futuna
- 682 –  Cook-szigetek
- 683 –  Niue
- 684 –  Amerikai Szamoa (váltás az 1684-es kódra folyamatban)
- 685 –  Szamoa
- 686 –  Kiribati, Gilbert-szigetek
- 687 –  Új-Kaledónia
- 688 –  Tuvalu, Ellice-szigetek
- 689 –  Francia Polinézia
- 690 –  Tokelau-szigetek
- 691 –  Mikronézia
- 692 –  Marshall-szigetek
- 693 – nincs kiosztva
- 694 – nincs kiosztva
- 695 – nincs kiosztva
- 696 – nincs kiosztva
- 697 – nincs kiosztva
- 698 – nincs kiosztva
- 699 – nincs kiosztva

## 7-es zóna – Oroszország és környéke (a voltSzovjetunió)
- 7 –  Oroszország,  Kazahsztán.

## 8-as zóna –Kelet-Ázsia
- 800 – Nemzetközi ingyenes telefonvonal UIFN
- 801 – nincs kiosztva
- 802 – nincs kiosztva
- 803 – nincs kiosztva
- 804 – nincs kiosztva
- 805 – nincs kiosztva
- 806 – nincs kiosztva
- 807 – nincs kiosztva
- 808 – reserved for Shared Cost Services
- 809 – nincs kiosztva
- 81 –  Japán
- 82 –  Dél-Korea
- 83x – nincs kiosztva
- 84 –  Vietnám
- 850 –  Észak-Korea
- 851 – nincs kiosztva
- 852 –  Hongkong
- 853 –  Makaó
- 854 – nincs kiosztva
- 855 –  Kambodzsa
- 856 –  Laosz
- 857 – nincs kiosztva
- 858 – nincs kiosztva
- 859 – nincs kiosztva
- 86 –  Kína
- 870 – Inmarsat "SNAC" műholdas telefonszolgálat
- 875 – fenntartva a Maritime Mobile nevű szolgáltatás számára
- 876 – fenntartva a Maritime Mobile nevű szolgáltatás számára
- 877 – fenntartva a Maritime Mobile nevű szolgáltatás számára
- 878 – Universal Personal Telecommunications services
- 879 – fenntartva nemzeti mobil/tengerészeti használatra
- 880 –  Banglades
- 881 – Műholdas mobiltelefon-szolgáltatás
- 882 – Nemzetközi hálózat
- 883 – Nemzetközi hálózat
- 884 – nincs kiosztva
- 885 – nincs kiosztva
- 886 – hivatalosan nem kiosztott (Tajvan számára fenntartva)
- 887 – nincs kiosztva
- 888 – nincs kiosztva
- 889 – nincs kiosztva
- 89x – nincs kiosztva

## 9-es zóna –Délnyugat-ésDél-Ázsia
- 90 –  Törökország és  Észak-Ciprus
- 91 –  India
- 92 –  Pakisztán
- 93 –  Afganisztán
- 94 –  Srí Lanka
- 95 –  Mianmar
- 960 –  Maldív-szigetek
- 961 –  Libanon
- 962 –  Jordánia
- 963 –  Szíria
- 964 –  Irak
- 965 –  Kuvait
- 966 –  Szaúd-Arábia
- 967 –  Jemen
- 968 –  Omán
- 969 – nincs kiosztva (korábban: Jemeni Demokratikus Köztársaság)
- 970 – nincs kiosztva ( Palesztinának fenntartva)
- 971 –  Egyesült Arab Emírségek
- 972 –  Izrael
- 973 –  Bahrein
- 974 –  Katar
- 975 –  Bhután
- 976 –  Mongólia
- 977 –  Nepál
- 978 – nincs kiosztva (korábban: Dubaj)
- 979 – nemzetközi emeltdíjas szolgáltatás (korábban: Abu-Dzabi)
- 98 –  Irán
- 990 – tartalék kód
- 991 – International Telecommunications Public Correspondence Service trial (ITPCS)
- 992 –  Tádzsikisztán
- 993 –  Türkmenisztán
- 994 –  Azerbajdzsán
- 995 –  Grúzia
- 996 –  Kirgizisztán
- 997 – nincs kiosztva
- 998 –  Üzbegisztán
- 999 – nincs kiosztva, jövőbeli globális szolgáltatások számára fenntartva

A 0 nincs kiosztva.

## Lásd még
- Országok és területek kódjainak listája